# Alfred Bester
Alfred Bester (18. prosince 1913, New York – 30. září 1987, Doylestown, Pensylvánie) byl americký spisovatel science fiction, jeden z autorů období tzv. Zlatého věku sci-fi, jehož dílo ve velké míře ovlivnilo dnešní podobu Hard SF..

## Život
Narodil se v New Yorku na Manhattanu v židovské rodině. Roku 1935 dokončil studia přírodních a humanitních věd na Pensylvánské univerzitě. Práva na Kolumbijská univerzitě nedokončil. Roku 1936 se oženil s herečkou a reklamní agentkou Rolly Goulko, která byla jeho manželkou až do své smrti roku 1984. V letech 1939–1942 otiskl v pulpovém magazínu Thrilling Wonder Stories čtrnáct povídek, které na sebe upozornily neotřelými nápady a svěžím stylem.
Po jedenáctileté odmlce, kdy pracoval jako scenárista komiksů (Batman, Superman) a později rozhlasových seriálů, se opět vrátil k sci-fi. Práce na většinou brakové literatuře jej zdokonalila v literárním řemesle natolik, že jeho román Demolished Man (1952, Zničený muž), publikovaný v Galaxy Science Fiction, obdržel jako vůbec první cenu Hugo.
Velkého úspěchu a nominaci na cenu Hugo dosáhl také svým románem The Stars My Destination (1956, Hvězdy, můj osud), rovněž vydaným v Galaxy Science Fiction. Po tomto románu následovala další (téměř dvacetiletá) odmlka, kdy pracoval v redakci časopisu Holiday. Roku 1975 vyšel konečně jeho další román The Computer Connection (Počítačové spojení). Přestože román nedosahuje úrovně předchozích, byl nominován na cenu Hugo i na cenu Nebula.
Měl být čestným hostem světového sjezdu příznivců žánru v Brightonu roku 1987, ovšem nemohl se zúčastnit, protože si po nešťastném pádu zlomil kyčel. Zemřel v tom samém roce na komplikace spojené s tímto zraněním. Ještě před svou smrtí se dozvěděl, že je laureátem ocenění Damon Knight Memorial Grand Master Award (Velmistr žánru sci-fi).

## Dílo

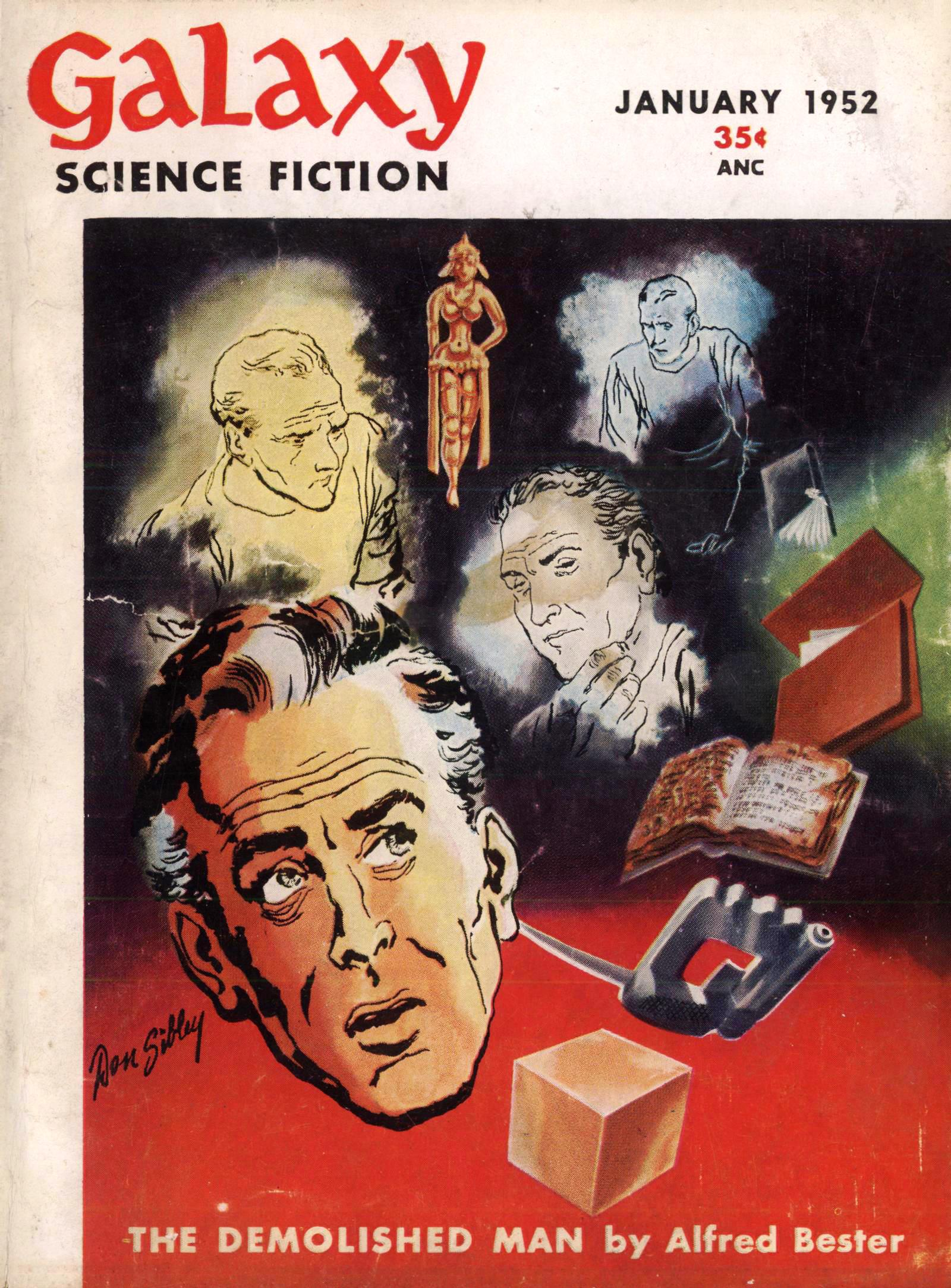
Titulní stránka magazínu Galaxy Science fiction z ledna roku 1952 s autorovým románem Zničený muž.

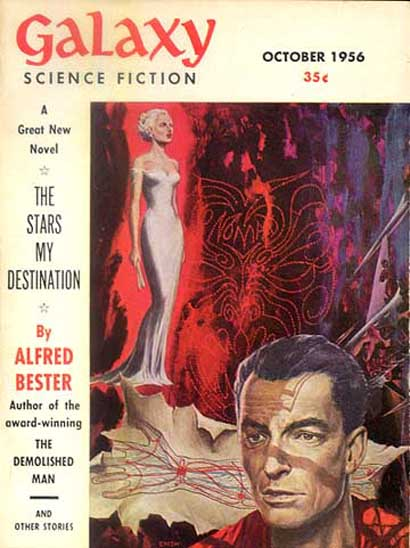
Titulní stránka magazínu Galaxy Science fiction z října roku 1956 s autorovým románem Hvězdy, můj osud.

### Vybrané povídky
- The Broken Axiom (1939, Rozbitý axiom)
- Adam and No Eve (1941, Adam, ale žádná Eva).
- Of Time and Third Avenue (1951, O čase a Třetí avenui), česky též jako Podvodník z Třetí avenue.
- Hobson's Choice (1952, Hobsonovo rozhodnutí), česky jako Rozhodnutí.
- Time is the Traitor (1953, Čas je zrádce).
- Disappearing Act (1953, Zmizení), česky též jako Eskamotérské číslo.
- Star Light, Star Bright (1953, Hvězdo má, vzdálená...), česky též jako Hvězdičko jasná, hvězdičko první.
- Fondly Fahrenheit (1954, Báječný Fahrenheit), česky také jako Příjemná teplota.
- Travel Diary (1958, Cestovní deník), česky jako Deník cestovatelky.
- The Men Who Murdered Mohammed (1958, Muži, kteří zavraždili Mohameda), česky též jako Ti, co zabili Mohameda, Jak to bylo s Mohamedem a Muž, který zabil Mohameda.
- Will You Wait? (1959, Chcete si počkat?), česky též jako Nezavěšujte prosím.
- The Pi Man (1959, Pí muž),
- They Don't Make Life Like They Used (1963, Dnes se už nežije tak jako kdysi).
- The Flowered Thundermug (1964, Květovaný nočník).
- Out of This World (1964, Vně tohoto světa).
- Something Up There Likes Me (1973, Něco tam nahoře mi přeje).
- The Four-Hour Fugue (1974, Čtyřhodinová fuga), rozpracováno do románu Golem100.
- Galatea Galante (1979).

### Romány
- The Demolished Man (časopisecky 1952, knižně 1953, Zničený muž), román odehrávající se roku 2301 a líčící snahu psychopatického obchodního magnáta a milionáře Bena Reicha spáchat beztrestně úkladnou vraždu s cílem zničit konkurenci, což se zdá ve společnosti kontrolované telepatickými strážci a vyšetřovateli nemožné. Román obdržel cenu Hugo.
- Who He? (1953), také jako The Rat Race (něco jako Urvi si, co můžeš), fantastický román z prostředí televize a reklamy.
- The Stars My Destination (1956, Hvězdy, můj osud), také jako Tiger, Tiger (Tygr, tygr), román s námětem teleportace rozvíjející klasický motiv křivdy a pomsty.
- The Computer Connection (1975, Počítačové spojení), také jako Extro, román v němž se člen malé skupiny nesmrtelných pokouší zvítězit nad superpočítačem Extro, který ovládá veškerou pozemskou technologii a snaží se tuto skupinu zničit.
- Golem100 (1980), hrdina románu se snaží zastavit teror nadpřirozené bytosti, která byla vyvolána při satanském rituálu.
- The Deceivers (1981, Podvodníci), román o hledání zdroje meta-krystalů, které drží tajemství neomezené energie pro celé lidstvo
- Tender Loving Rage (1991), nefantastický posmrtně vydaný román napsaný o dvacet let dříve z prostředí televize a reklamy.[2]
- Psychoshop (1998), nalezeno v pozůstalosti a dopsáno Rogerem Zelaznym, román o reportérovi, který v Římě objeví 3000 let starý obchod s lidskou myslí.

### Sbírky povídek
- Starburst (1958, Hvězdný výbuch).
- The Dark Side of the Earth (1964, Odvrácená strana Země).
- An Alfred Bester Omnibus (1968).
- The Light Fantastic Volume 2: The Short Fiction of Alfred Bester (1976).
- The Light Fantastic Volume 1: The Short Fiction of Alfred Bester (1976).
- Starlight: The Great Short Fiction of Alfred Bester (1976).
- Star Light, Star Bright: The Short Fiction of Alfred Bester, Volume 2 (1976).